# Oriente, Comalcalco
Oriente är en ort i Mexiko.   Den ligger i kommunen Comalcalco och delstaten Tabasco, i den sydöstra delen av landet, 600 km öster om huvudstaden Mexico City. Oriente ligger 9 meter över havet och antalet invånare är 192.
Terrängen runt Oriente är mycket platt. Runt Oriente är det ganska tätbefolkat, med 166 invånare per kvadratkilometer. Närmaste större samhälle är Comalcalco, 12,4 km öster om Oriente. Trakten runt Oriente består till största delen av jordbruksmark.